# Belkıs Zehra Kayaová
Belkıs Zehra Kayaová (turecky Belkıs Zehra Kayaová), (* 18. března 1984 v Istanbulu, Turecko) je turecká zápasnice – judistka.

## Sportovní kariéra
S judem začínala v 11 letech. Připravuje se v Istanbulu v klubu Galatasaray pod vedeni Ercana Çakıroğlua. V turecké seniorské reprezentaci se pohybuje od svých 18 let. V roce 2006 jí z pozice reprezentační jedničky odsunula Gülşah Kocatürková a do roku 2010 se judu vrcholově nevěnovala. Zpátky na scénu se vrátila s přípravou na domácí mistrovství Evropy v roce 2011, kde mohli po dlouhé době startovat dva sportovci z jednou země v jedné váhové kategorii. V roce 2012 se na olympijské hry v Londýně nekvalifikovala. V roce 2014 se na únorové grand prix v Düsseldorfu vážně zranila a na tatami se vrátila po roce.

### Vítězství
- 2010 – 1x světový pohár (Baku)
- 2012 – 1x světový pohár (Istanbul)
- 2013 – 1x světový pohár (Samsun)
- 2015 – 1x světový pohár (Záhřeb)

## Výsledky
| Mistrovství světa  |     | —  |    | úč. |     | —   |    | — |   | — | — | úč. |    | úč. | — | úč. |    |  |  |  |  |  |  |  |  |  |  |
| Evropské hry       |     |    |    |     |     |     |    |   |   |   |   |     |    |     |   | 3.  |    |  |  |  |  |  |  |  |  |  |  |
| Mistrovství Evropy | —   | —  | 5. | —   | úč. | úč. | —  | — | — | — | — | úč. | 3. | 3.  | — | 3.  | 3. |  |  |  |  |  |  |  |  |  |  |
| ME do 23 let       |     |    |    | —   | 1.  | —   | 7. |   |   |   |   |     |    |     |   |     |    |  |  |  |  |  |  |  |  |  |  |
| MS juniorů         | úč. |    | 3. |     |     |     |    |   |   |   |   |     |    |     |   |     |    |  |  |  |  |  |  |  |  |  |  |
| MS juniorů         | —   | 5. | 5. | 5.  |     |     |    |   |   |   |   |     |    |     |   |     |    |  |  |  |  |  |  |  |  |  |  |
| ME dorostenců      | 1.  |    |    |     |     |     |    |   |   |   |   |     |    |     |   |     |    |  |  |  |  |  |  |  |  |  |  |